# Баталий
Бата́лий —  село в Україні, у Золотоніському районі Черкаської області. Входить до складу Іркліївської сільської громади. У селі мешкає 28 людей.

## Населення

### Мова
Розподіл населення за рідною мовою за даними перепису 2001 року:
| Мова       | Кількість | Відсоток |
| ---------- | --------- | -------- |
| українська | 27        | 96.43%   |
| російська  | 1         | 3.57%    |
| Усього     | 28        | 100%     |

## Географія
У селі бере початок річка Ковалівка.